# Tricorythodes dimorphus
Tricorythodes dimorphus is een haft uit de familie Leptohyphidae. De wetenschappelijke naam van de soort is voor het eerst geldig gepubliceerd in 1967 door Allen.
De soort komt voor in het Nearctisch gebied.